# Oliver Wendell Holmes, Sr.
Oliver Wendell Holmes, Sr. (n. 29 august 1809 - d. 7 octombrie 1894) a fost un scriitor și medic american.
Membru al cercului de poeți Fireside Poets, este considerat unul dintre scriitorii importanți ai secolului al XIX-lea.
Fiul său, Oliver Wendell Holmes, Jr. (1841 - 1935), a fost magistrat în Curtea Supremă de Justiție a Statelor Unite ale Americii.

## Opera literară
- 1836: Versuri ("Poems")
- 1858: Autocratul la masă ("The autocrat of the Breakfast-Table")
- 1861: Elsie Venner
- 1867: Îngerul păzitor ("The Guardian Angel")
- 1872: Poetul la masă ("The Poet at the Breakfast-Table")
- 1885: O antipatie mortală ("A Mortal Antipathy")